# Partia na rzecz Miłości Bliźniego, Wolności i Różnorodności
Partia na rzecz Miłości Bliźniego, Wolności i Różnorodności (niderl. Partij voor Naastenliefde, Vrijheid & Diversiteit, w skrócie PNVD) lub Dobroczynność, Wolność i Różnorodność (NVD) – dawna holenderska partia polityczna. Przez krytyków była określana jako pedopartij czyli partia pedofilska, choć sama partia odcinała się od takiego określenia. Istniała w latach 2006–2010 i 2020–2022.

## Historia

### 2006–2010

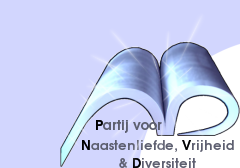
Logo partii w latach 2006–2010

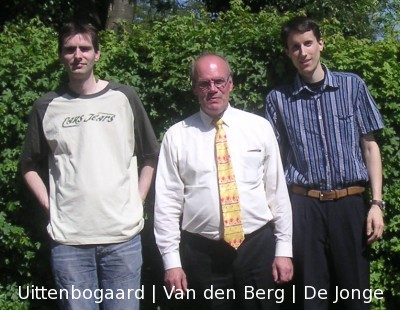
Założyciele i członkowie partii w 2006 roku; od lewej: Marthijn Uittenbogaard, Ad van den Berg, Norbert de Jonge

Pierwotnie została założona 31 maja 2006 roku przez Ada van den Berga, Marthijna Uittenbogaarda i Norberta de Jonge. Marthijn Uittenbogaard został przewodniczącym partii, Norbert de Jonge sekretarzem partii, a Ad van den Berg jej skarbnikiem. PNVD nie wzięła udziału w wyborach w 2006, ponieważ nie zebrała wymaganych 570 podpisów – Marthijn Uittenbogaard stwierdził, że wynikało to z faktu, iż każdy mógł zobaczyć kto podpisał listę deklaracji poparcia dla partii. W sondażu z 2006 r. wykazano, że 5% populacji popiera stanowisko partii.
W 2009 roku organizacja Stichting Stop Kindersex założyła stronę internetową "stopkindersex", na której znalazły się dane osobowe – zdjęcia, nazwiska i adresy – holenderskich pedofilów. Ad van den Berg, skarbnik partii, złożył 7 lutego 2009 roku skargę przeciw osobom stojącym za tą stroną. To m.in. jego dane zostały upublicznione na witrynie (Ad van den Berg został w 1987 skazany na grzywnę i karę pozbawienia wolności w zawieszeniu za czynności seksualne z osobą w wieku 11 lat). Partia argumentowała, że strona "zachęca do polowania na czarownice" i "porzuca zasadę, że osoba, która odbyła karę, zasługuje na nową szansę na »normalne« życie, w tym prywatność i brak potępienia", zaś osoby odwiedzające witrynę mogą uzyskać "bardzo zniekształcony obraz czynów" za które skazano daną osobę. W Landgraaf w holenderskiej Limburgii wybito szyby w domu, o którym informacje znalazły się na stronie "stopkindersex".
6 stycznia 2010 roku partia ogłosiła, że widzi szansę na wejście do niderlandzkiej Izby Reprezentantów ze względu na zmiany w prawie – władze zaczęły wymagać, by na listę deklaracji poparcia wpisywać jedynie inicjały i miejsce zamieszkania, a nie pełne dane osobowe włącznie z dokładnym adresem, jak wcześniej. Sekretarz partii Norbert de Jonge, opierając się na sondażu z 2006 r., twierdził, że uda mu się zdobyć mandat deputowanego. Mimo to, 14 marca tego samego roku partia została rozwiązana podczas ogólnego zebrania jej członków, ze względu na zbyt małą liczbę osób chętnych do podpisania listy poparcia.

### 2020–2022
7 sierpnia 2020 partia wznowiła działalność. Przewodniczącym został Nelson Maatman, zaś sekretarzem-skarbnikiem Norbert de Jonge, jeden z założycieli pierwszej PNVD. 5 czerwca 2022 r. władze miasta Meksyk aresztowały Maatmana pod zarzutem handlu ludźmi i posiadania pornografii dziecięcej oraz broni palnej, a PNVD ponownie zostało rozwiązane.

## Program
Program partii pierwotnie zakładał:
- Obniżenie wieku zgody z 16 do 12 lat (według Ada van den Berga, jednego z założycieli partii, "Zakaz współżycia poniżej 16 lat wzbudza u dzieci ciekawość wobec seksu")[1]
- Zmniejszenie wieku, w którym można występować w filmach pornograficznych oraz wykonywać zawód prostytutki, do 16 lat[1]
- Darmowe przejazdy koleją dla wszystkich[1]
- Edukację seksualną dzieci i młodzieży[1]
- Pełną legalizację miękkich i twardych narkotyków[1]
- Legalizację czynności seksualnych ludzi ze zwierzętami, za wyjątkiem sytuacji, gdy dochodzi do krzywdzenia zwierząt[1]

W 2008 dodano do niego:
- Legalizację prywatnego posiadania pornografii dziecięcej[2]
- Surowe karanie jazdy pod wpływem alkoholu[2]
- Dekryminalizację negowania Holokaustu[2]
- Wyjście Holandii z Unii Europejskiej i NATO[2]
- Wprowadzenie międzynarodowego zakazu niektórych rodzajów broni[2]
- Zniesienie izby wyższej parlamentu (Eerste Kamer) – wprowadzenie unikameralizmu[2]
- Wprowadzenie wyborów na urząd premiera[2]
- Rygorystyczne regulacje dot. testów na zwierzętach[2]
- Umożliwienie emisji pornografii w ciągu dnia[2]

## Kontrowersje
Mimo krótkiego czasu istnienia partia zdołała zdobyć duży rozgłos, także poza granicami kraju, w związku z protestami przeciwko rejestracji partii. Zgłoszony przez kilka ugrupowań nieakceptujących postulatów obniżenia wieku podjęcia współżycia oraz legalizacji narkotyków wniosek o delegalizację PNVD został 17 lipca 2006 odrzucony przez sąd najniższej instancji w Hadze. W uzasadnieniu napisano, iż prawo do tworzenia partii i wysuwania postulatów jest podstawowym prawem demokracji, zaś moralne wątpliwości nie mogą stanowić przesłanki do delegalizacji. Zdaniem aktywistów organizacji Soelaas, członkowie partii jedynie udają, że chcą walczyć o prawo dzieci do wolności, w rzeczywistości chodzi im o własny, zboczony interes.
Partię tworzyło jedynie trzech członków. Skarbnik partii, Ad van den Berg, był w 1987 roku skazany na grzywnę i wyrok pozbawienia wolności w zawieszeniu za molestowanie seksualne jedenastoletniego chłopca (sam den Berg nazywa siebie męczennikiem sprawy). Polityk nacjonalistycznej partii Nieuw Rechts, Michiel Smit, twierdzi, że członkowie PNVD powiązani są z "pedofilską" organizacją Martijn.
Zdaniem przedstawicieli PNVD ich partia miała liczyć na kilkadziesiąt tysięcy głosów holenderskich, a fakt, iż oficjalnie do partii należało tylko 3 osoby, jest związany z tym, iż taka ilość nieanonimowych osób jest niezbędna do formalnego założenia partii politycznej w Holandii. Według podawanych przez holenderską prasę danych, PNVD może liczyć na około 1000 głosów wyborców w całym kraju (szóstą część głosów niezbędnych do przekroczenia progu wyborczego).
Powstanie PNVD spowodowało ogólnonarodową debatę, w przypadku której uważani za bardzo liberalnych i "otwartych" Holendrzy wyraźnie opowiedzieli się przeciw PNVD (według badań przeprowadzonych przez organizacje jawnie krytykujące PNVD, 82% społeczeństwa holenderskiego oczekuje od obecnych władz, iż "zajmą się sprawą").